# إمارة بني حسن
إمارة بَنِي حِسَن (بكسر الحاء) إمارة عشائرية مارست نفوذًا شبه مستقل عن الدولة العثمانية في الفرات الأوسط، وتتكون تحالف قبلي في العراق لا يجمعه نسب واحد غالبًا، ولكن عصبه قبيلة زُغْبَة الهلالية، وقبائل أخرى مثل بني العباس الهاشميين وهم بيت الرياسة، وقبيلة الزُرْفات وهم من قبائل حِمْيَر وغيرهم من القبائل المتحالفه، تحت إسم «إمارة بني حسن».
كان نفوذهم الرئيسي بحسب المصادر البريطانية يمتد من غرب قناة الهندية، حتى ضواحي الكوفة إلى ناحية العباسية والحرية (هور الدخن) وهور ابن نجم، وهم مزارعون على طول نهر الكوفة، ويمتد نفوذهم حتى 80 ميلاً في بادية الشامية جنوب النجف.
تمكن آل عباس، أسرة أمراء بني حسن العباسيون، ليس فقط من المحافظة على تماسك تجمع القبيلة الكثير الفروع، وإنما أيضاً جعله رئيساً لاتحاد يضم العديد من قبائل منطقة الهندية ومنطقة الشامية المجاورة. وكان بنو طرف على الهندية، والعوابد والحميدات على الشامية تابعين لهذا الاتحاد.
تأسس هذا الحلف العشائري بعد سقوط الخلافة العباسية في مصر، وانتقال أبو العلاء سيف الإسلام أحمد ابن الخليفة المتوكل الرابع، إلى أخواله من بني هلال في الحجاز، واستمر زعيمًا عليهم حتى انتقالهم إلى بطائح العراق في عهد أميرهم عباس الكبير العباسي، ثم سار بهم صبار العباسي إلى الفرات الأوسط حيث إستقروا هناك.
وتسكن قبائل بني حسن وسط العراق، وتتركز في الفرات الأوسط، في محافظات النجف وكربلاء وبابل والديوانية، حتى محافظة المثنى.
قبائل بني حسن 36 قبيلة مقسمة إلى ثلاثة أثلاث الثلث الأول، ثلث آل عباس، وهم رؤساء بني حسن عموما، وآل كباس، وآل جميل، وألبو عارض. وثلث المكاتيم، وآلبو عريف، والثروان. الثلث الثالث الجراح ويرأسهم آل شمخي وهم البو حداري، آل دهيم، آل عزيب، آل نعمان، آل مواش، الشرمان، الزرفات، البو دحيدح، الشبانات، البو شيخ مشهد.
ذكرهم عبد الجبار الفارس في كتابه قائلاً:
| ”                                                       | من أعظم قبائل الفرات وأكبرها عدداً. تسكن ناحية الجدول الغربي والكفل وقسم منها يسكن الكوفة و يمتد حتى قرب الشنافية. وهي عبارة عن مجموعة عشائر متحالفة دعتها الضرورة إلى التحالف لصد هجمات الأعداء يوم كانت تنزل إلى البادية للرعي . وأكثر أراضي هذه العشيرة تقع على ضفتي الهندية. وقد دعا انقطاع المياه عن هذه العشيرة الى انتشار أفرادها المتحالفين فسكن بعضهم ناحية هور الدخن و يتبع هذه العشيرة الحميدات والعوابد الذين هم في قضاء الشامية. و يرأس هذه العشيرة (آل عباس) و يرجع نسبهم الى (العباس) عم النبي (ص). | “ |
| —الفارس، عبد الجبار (1934)، عامان في الفرات الأوسط، ص79 | |   |

## قبائل بني حسن
| القبيلة    | ملاحظة                                                          |
| ---------- | --------------------------------------------------------------- |
| آل عباس    | عباسيون وهم بيت الإمارة.                                        |
| الجراح     | وزعماؤهم آل شمخي ويتلقبون بالإمارة أيضًا، وينافسون آل عباس فيها. |
| الشرمان    |                                                                 |
| المكاتيم   |                                                                 |
| البو عريف  |                                                                 |
| آل جميل    |                                                                 |
| آل كباس    | وأصلهم من شمر.                                                  |
| آل رحيم    |                                                                 |
| دهيم       |                                                                 |
| آل بدير    | وأصلهم من حِمْير.                                                 |
| الزرفات    | وأصلهم من حِمْير.                                                 |
| المواش     | قيل إنهم من خفاجة أو شمر أو من الجراح سالفة الذكر.              |
| الحواتم    |                                                                 |
| الشوافع    | وأصلهم من زبيد.                                                 |
| البو سلامة |                                                                 |
| ال عليان   |                                                                 |
| البو عارضي |                                                                 |
| البو حداري |                                                                 |
| البو نعمان |                                                                 |
| البو دحيدح | قيل أنهم من الخويلد أو الجبور.                                  |
| السباهبة   |                                                                 |
| البو عزيب  |                                                                 |
| الشبانات   |                                                                 |
| ال زوين    |                                                                 |
| ال علي     |                                                                 |
| المراشدة   | قيل أنهم من الطائية.                                            |
| العطاوة    |                                                                 |
| الحميدات   |                                                                 |
| الكريشات   |                                                                 |
| آلبو جعيفر |                                                                 |

## تاريخ
بعد انتهاء الخلافة العباسية في مصر، عام 1518م، انتقل الأمير أحمد أبو العلاء سيف الإسلام ابن الخليفة المتوكل الأخير إلى الشام ثم الحجاز حيث سكن مكة، وأصبح زعيمًا على أخواله بني هلال أخوة والدته زينب خاتون. وخلفه بعد وفاته ابنه محمد ثم إبراهيم بن محمد ثم علي بن إبراهيم ثم إبراهيم بن علي، الذي تزوج من شقيقة الأمير حِسن الزغبي الهلالي والذي سميت قبيلة بني حسن على إسمه، وانجبت له الأمير عباس الكبير وعباس الصغير.
وفي عهد الأمير عباس الكبير توفي الأمير حِسن أمير زغبة، فانقسمت زغبة بين عباس الكبير وأمير هلالي، فكان بني حسن مع الأمير عباس، فغادر بهم إلى العراق ودخل منطقة البطائح قرب الناصرية عام 1670م. وهناك أصبح بني حسن ضمن إمارة المنتفق وحيث أن إمارة المنتفق كانت تنقسم إلى أثلاث لتسهيل إدارتها، فقد وضعت بني حسن ضمن ثلث بني مالك. لم تستمر علاقة بني حسن بالمنتفق طويلاً فقد غادروها قبل وقعت حسن باشا بالمنتفق إلى منطقة جفتاية والعرجة وقد إلتقى بهم حسن باشا هناك، بحسب ماكس أوبنهايم.
بعد الأمير عباس، زحف الأمير عوض بن عباس ببني حسن نحو مناطق الديوانية وصاروا تحت نفوذ إمارة الخزاعل، وبقيت علاقتهم معهم لفترة طويلة حتى أوقع علي آل صويح بينهم الشقاق، واغتيل عوض على يد الخزاعل فقاتلهم بني حسن وانتصروا عليهم، وبفضل هذا النصر تضاعفت أراضي بني حسن ونفوذهم وصاروا إمارة عشائرية مستقلة تتبعها عشائر المنطقة وذلك في عهد الأمير خليل بن عباس.
ثم زحف بني حسن إلى مناطق أبو نفاش وهور الدخن والهندية بقيادة الأمير صبار العباسي، وذلك بعد جفاف مناطق الديوانية حيث بنى خان النص والذي كان يعرف بخان صبار عام 1800م. يورد عباس العزاوي وقعت لبني حسن مع نامق باشا دون ذكر تفاصيل عنها، ثم يذكر تقليد السلطان عبد الحميد زعيمهم الأمير ثعبان بالنيشان المجيدي تقديرًا لجهوده في حفر نهر الهندية.

### الحرب العالمية الأولى
شارك بني حسن في معركة الشعيبة مع الدولة العثمانية ضد الإنجليز، خلال المعارك قُتل زعيمهم صميدع آل عبهول، فتولى علوان قيادة القبائل، وسُلم لاحقًا العلم الحيدري تقديرًا له من قبل محمد فاضل باشا.

### فترة العصيان
برز دور بني حسن كإمارة عشائرية فاعلة في السياسة خلال فترة العصيان. بسبب انشغال الدولة العثمانية في حربها مع الإنجليز استغلت المدن والعشائر الفرصة لملئ فراغ السلطة في ما عرف بحروب العصيان.
لم يدم الود مع العثمانيين طويلاُ ففي يونيو 1915، هاجم بنو حسن القوات العثمانية فيما عرف بانتفاضة كربلاء، واحرقوا السراي الحكومية ونهبوه، وثارت الغوغاء وطردوا الحكومة، ومنحوا شيوخ آل كمونة، إدارة الأمور.
وفي الكوفة سيطر علوان الحاج سعدون على مقاليد الحكم في المدينة ووضع عبدًا له يدعى طرخان حاكمًا عليها وجابيًا للضرائب.
في 1915 سيطر عمران الحاج سعدون على طوريج وأصبح قائممقام قضاء الهندية وبسبب العداوة القديمة بين بني حسن وفتلة فقد تجددت ثورة قبيلة فتلة وأدت إحدى المعارك إلى مقتل 70 شخصًا من بني حسن وذلك في 29 جمادي الثانية سنة 1334 هـ، فأصبحت هذه المعركة حديث الناس ومحتوى قصائد الشعراء. وقد رد علوان الحاج سعدون في 15 رجب وهاجم بيوت فتلة وقد قتل 40 من فتلة وحوصرت قلاعهم وأحرقت غلالهم، حتى توسطت المرجعية بينهم وحضر رجل الدين هادي القزويني وتمكن من دخول قلعة سماوي الجلوب المحاصرة وعاد منها ليفاوض علوان والذي رفض حتى جاءت وساطة ثانية فقبل.
لم يقبل النجفيون سيطرة بني حسن على الكوفة لأنهم كانوا يرون أن الكوفة يجب أن تتبع لهم كون أغلب سكانها منهم وليس من بني حسن فوقع القتال بين بني حسن والنجفيين وهاجم النجفيون بني حسن بالمدفعين بيد أن الجولة الثانية كانت من نصيب بني حسن، واتفقوا أن يكون كري سعدة حدودًا بين الطرفين.

### ثورة العشرين
كان لزعماء بني حسن دور قيادي في ثورة العشرين مثل خادم آل غازي وعمران وعلون الحاج سعدون ولفتة آل شمخي وحسن آل شمخي. وخصوصًا في معركة الرانجية، وإغراق الباخرة الإنجليزية فاير فلاي.
لعب خادم آل غازي دورًا كبيرًا في إشعال ثورة العشرين حيث كان زعيمًا لمنطقة هور الدخن ورئيسًا على قبائلها، حيث حاول الإنجليز بث الشقاق في صفوف عشيرته لإضعافها، فبذلوا الأموال لتحريض خادم آل غازي للثورة على ابن عمه علوان الحاج سعدون، زعيم بني حسن في خان النص وبلغت جرأتهم إلى حد أن عقد اجتماع حضره الميجر نوربري والكابتن (كانة) في هور الدخن لإقناع الشيخ خادم الغازي إلا إنه رفض كل اغراءاتهم.
ثم قاد عشيرته للسيطرة على العباسية والكوفة والشامية، ووصفه علي الوردي بأنه المشعل الأول لشرارة ثورة العشرين.
من ناحية أخرى كان عمران الحاج سعدون أحد أعضاء المجلس الحربي لثورة العشرين، فيما أنيطت مهمة حصار الحامية الإنجليزية في الكوفة لشقيقه علوان.
لاحظ بنو حسن إن الإنجليز يتحضرون لحصار طويل عبر تحصين المواقع وتخزين الطعام، وهو مخالف للاتفاق، فقام جعفر آل صميدع إبن عم علوان بالقبض على سفينة نهرية تنقل البضائع إلى الحامية الإنجليزية وصادر محتوياتها، فأرسل علوان إلى عبد المحسن شلاش ما حصل من خرق الإنجليز للاتفاق ليوصله إلى المرجع الأعلى، فأقره المرجع على حصار الحامية.
خلال الحصار ضربت الحامية بمدفع إنجليزي غنمه الثوار في معركة الرارنجية، وأغرقت الباخرة فاير فلاي بضرياته. أرسل علوان إنذارًا إلى الحامية بعد إغراق فاير فلاي بأنه سوف يمطر السماء عليهم بالمدفعية فلم يتلقَ أي رد.
بعد نقل المدفع قرب الحامية، أغار الإنجليز على المدفع وأمطروه بوابل من الرصاص حتى عطلوه فسحب إلى مكان آخر، وتم اصلاحه هناك ونقل إلى مكان بعيد وأمطر الحامية بـ31 طلقة.
استمر حصار علوان للحامية حتى 17 تشرين الأول/أكتوبر، عندما أنقذت بواسطة رتل قادم من الكفل وكانت تلك أيام الثورة الأخيرة.

## أمراء بني حسن
يتلقب زعيم بني حسن بلقب الأمير الذي هو إمتداد للخلافة العباسية باعتباره الوريث الشرعي لزعامة العرب والمسلمين، كون هذه الخلافة آخر خلافة عربية. وبالرغم من ذلك يتلقب شيوخ الشرمان بهذا اللقب أيضًا باعتبارهم حسناويين نسبًا ويرجعون للأمير الأشرم.

### الأمراء العباسيون[6]
| الأمير                                 | ملاحظة |
| -------------------------------------- | --- |
| أبو العلاء أحمد بن المتوكل الرابع      | هرب من العثمانيين إلى أخواله الهلاليين في الحجاز وصار زعيمًا عليهم. |
| محمد بن أحمد                           | خلف والده. |
| إبراهيم بن محمد                        | في عهده ظهر الأمير حِسِن الزغبي الهلالي صاحب النسب. |
| علي بن إبراهيم                         | خلف والده. |
| الأمير عباس الكبير                     | صاحب الهجرة إلى العراق، دخل البطائح عام 1670م وخاض حروبًا مع العثمانيين، واعتقل إبنه الأكبر إبراهيم وأعدم في إسطنبول. ذكره العزاوي في موسوعة تاريخ العراق، إنه امرئ طاعن في السن، وشجاع لا يجارى. توفي في الناصرية عن عمر مئة عام. |
| عوض بن عباس                            | في عهده بدء زحف بني حسن نحو الفرات الأوسط، وزادت حدة المعارك مع العثمانيين. وصل الديوانية ونزل عند الخزاعل، ثم ساءت علاقة بني حسن بالخزاعل فاغتالوه بعد أن أوقع علي آل صويح بينهم. |
| أبو مرزوق خليل بن عباس                 | خلف أخوه بالإمارة وأخذ ثأره عام 1750 م، هاجر ببني حسن إلى الجزرة والفوار في الديوانية. بعد نصره على الخزاعل زاد نفوذ بني حسن وتضاعفت أراضيهم. توفي في الفوار عام 1783م. |
| عباس بن خليل                           | خلف والده وتوفي بعد سنة واحدة عام 1784م. |
| صبار بن عباس                           | بعد جفاف نهر السبل هاجر ببني حسن إلى أبونفاش عام 1798م، وكان محمولاً في مضيف قصب تحمله كل يوم عشيرة من بني حسن. امتد نفوذه على أجزاء من الشامية والمهناوية والعباسية والحيدرية والكفل والحلة وكربلاء. |
| عبهول وصلال بن صبار                    | خلفا والدهما بالإمارة وكان عبهول متفرغًا للعبادة وحياة الزهد، فأصبح صلال الأمير الفعلي. تقلد صلال العديد من الأوسمة والنياشين من الدولة العثمانية وعرف عهده بعد الازدهار، ولكونه بلا ذرية فقد وزرع أبنا أخيه الزاهد عبهول على حكم مناطق إمارته، فجعل ثعبان على الهندية وغازي على هور الدخن، والحاج سعدون وزجري على أبونفاش. |
| غازي وثعبان بن عبهول                   | في عهدهم شن محمد نامق باشا حملة على بني حسن لإعادتها للسيطرة المباشرة للدولة العثمانية، وقبض على ثعبان وغازي ونفاهم إلى إسطنبول لسبع سنين، ونصبوا الشيخ ستار أميرًا إلا إنه كان ضعيفًا، فاضطر العثمانيون إلى إعادهم وقلد ثعبان بالنيشان المجيدي. وينسب لغازي وإبنه خادم نهر (طبر غازي) أحد أكبر الأنهار في ناحية الحرية. وحسب المصادر البريطانية فإن غازي كان القائد الأعلى لبني حسن ولم يتمكن علوان الحاج سعدون من القدوم لهور الدخن خوفًا منه. |
| خادم آل غازي                           | كان رئيسًا لبني حسن في العباسية، ومعاصرًا لآل حاج سعدون، قاد معاركًا في ثورة العشرين، وعُرف كزعيم وطني. اعتقله الإنجليز في سجن الحلة وحكم عليه بالإعدام، لكنه نجى بعفو عام. |
| عمران وعلوان الحاج سعدون بن صبار       | كانا أمرين على بني حسن الغربيين وشغلا عضوية مجلس الأمة العراقي لعدة دورات، وكانا الأخوين الوحيدين في هذا المجلس. |
| محمد بن سلمان بن زجري بن عبهول آل صبار | أمير بني حسن. |
| علي آل محمد آل سلمان                   | أوفده نوري المالكي للأنبار لتهدئة تمرد العشائر، وحدثت بينه وبين علي حاتم سليمان مشادة كلامية. توفي في طريقه لأداء الحج عام 2014م. |
| حسين آل علي آل محمد                    | الأمير الحالي. |

## أعلام قبائل بني حسن
- عبد الهادي العباسي (عضو مجلس النواب العراقي).
- حيدر طارق آل شمخي (عضو مجلس النواب العراقي).[34]
- عدنان الزرفي (سياسي عراقي وزعيم حزب).
- محمد علي العباسي (عضو مجلس محافظة النجف).
- زيد طارق آل شمخي (عضو مجلس محافظة النجف).
- صالح الحسناوي (وزير الصحة العراقي).
- هادي السلامي (عضو مجلس النواب العراقي)
- حسين علي العباسي (أمير بني حسن).[9]
- أمير مثنى آل شمخي (أمير بني حسن في ناحية الحرية).
- حبيب خبط علي العباسي (أحد المعارضين لحزب البعث).
- أحمد حبيب خبط العباسي (وزير ونائب سابق).[35]
- إبراهيم حبيب خبط العباسي (رئيس مجلس محافظة بابل السابق).
- عمران الحاج سعدون (عضو مجلس الأمة العراقي السابق).
- علوان الحاج سعدون (عضو مجلس الأمة العراقي السابق).
- جعفر آل صميدع العباسي (عضو مجلس الأمة العراقي السابق).
- كريم جار اللّه غازي العباسي (أحد زعماء حزب الدعوة الإسلامية الذين إغتالهم نظام البعث)
- حسين آل عبد زيد العباسي.[36]
- علي آل محمد العباسي.
- حاتم آل حسن آل شمخي.
- مثنى آل حاتم آل شمخي.

## إرث بني حسن
- خان النص: بني على يد الأمير صبار العباسي عام 1800.[6]

- العباسية: كانت تدعى هور الدخن، عمرها العباسيون من أمراء بني حسن ودعيت باسمهم.[37]

- نهر البزل: حفر على يد آل شمخي من بني حسن، بعد جفاف نهر الصليجية.[38]

- نهر طبر غازي: حفر على يد غازي وإبنه خادم، ويبلغ طوله حوالي 5 كيلومتر.[30]

- بزل بني حسن: مبزل للأراضي التي يرويها نهر طبر غازي.

- جدول بني حسن: نهر في كربلاء يتفرع من الفرات بطول 65 كيلومتر، يروي 118 ألف دونم.[39]

## طالع ايضًا
انتفاضة بني حسن في كربلاء

## وصلات خارجية
- أثر قبيلة بني حسن في التطورات السياسية في العراق - مجلة الجامعة المستنصرية